# 라스트 레터 (2020년 영화)
《라스트 레터》(일본어: ラストレター)는 2020년에 공개된 일본의 로맨틱 드라마 영화이다. 이와이 슌지가 감독과 각본을 맡았다.

## 출연진
- 마츠 다카코 - 키시베노(토노) 유리 역
- 히로세 스즈 - 오노 아유미 / 토노 미사키 역
- 후쿠야마 마사하루 - 오토사카 쿄시로 역
- 카미키 류노스케 - 오토사카 쿄시로 (고등학생) 역
- 모리 나나 - 소요카 / 키시베노 유리 (고등학생)  역
- 안노 히데아키 - 키시베노 소지로 역
- 후루야 나기 - 키시베노 에이토 역
- 코무로 히토시 - 하토바 쇼조 역
- 미즈코시 케이코 - 키시베노 아키코 역
- 키우치 미도리 - 토노 준코 역
- 스즈키 케이이치 - 토노 코키치 역
- 토요카와 에츠시 - 아토 역
- 나카야마 미호 - 사카에 역